# 達布
達布是西非國家科特迪瓦的城鎮，由潟湖區負責管轄，毗鄰首都阿比讓，建於1853年10月10日，鎮上有醫院和機場設施，2009年人口估計約79,815。